# Anthreptes simplex
Anthreptes simplex е вид птица от семейство Nectariniidae.

## Разпространение
Видът е разпространен в Бруней, Индонезия, Малайзия, Мианмар, Сингапур и Тайланд.